# Condesa por amor
Condesa por amor es una telenovela producida en 2009 por Venevisión Internacional. Es un remake de la telenovela peruana Girasoles para Lucía de 1999.
Esta versión está protagonizada por Eileen Abad y Jerónimo Gil, contando con las participaciones antagónicas de Bernie Paz y Michelle Vargas. La telenovela se grabó en República Dominicana.

## Sinopsis
Ana Paula Treviño (Eileen Abad) sueña con enamorarse de Aníbal Paz-Soldán (Bernie Paz), uno de los millonarios solteros más codiciados del país. Una tarde, un carterista en moto la arrebatará su bolso, pero no es un carterista, sino Fernando Paz-Soldán (Jerónimo Gil), el hermano de Aníbal. Fernando se enamorará de Ana Paula al instante.  
Cuando Fernando descubre que Ana Paula es pobre, decide ocultarle que es un Paz-Soldán, y le dice que trabaja para ellos. Fernando y Ana Paula desarrollan una amistad, amor para Fernando, pero sin embargo, Ana Paula no puede dejar de pensar en Aníbal, que es todo lo contrario que Fernando, es un tipo arrogante y que no mira a gente de clase inferior, de hecho, no se hubiera enamorado de Ana Paula de no ser porque la confundió con una condesa italiana llamada Catalina Lampedusa.  
Así, Ana Paula conquistará a Aníbal, pero lo tendrá difícil, porque Adriana (Michelle Vargas), la amante de Aníbal, hará todo lo posible para quedarse con él y echar a Ana Paula de su vida. Entre tanto Hugo (el galán español Daniel Delevin), el mejor amigo de Fernando luchará sin descanso por el amor de la amante de Aníbal demostrando a la audiencia que el amor cuando es puro puede romper todas las barreras. 

## Reparto
- Eileen Abad - Ana Paula Treviño/ Catalina Lampedusa
- Jerónimo Gil - Fernando Paz-Soldán
- Bernie Paz - Aníbal Paz-Soldán
- Daniel Delevin - Hugo
- Michelle Vargas - Beatriz
- Lourdes Berninzon - Laura Jiménez vda. de Paz-Soldán
- Isaura Taveras - Adriana